# Newark (Maryland)
Newark es un lugar designado por el censo ubicado en el condado de Worcester en el estado estadounidense de Maryland. En el Censo de 2010 tenía una población de 336 habitantes y una densidad poblacional de 13,62 personas por km².

## Geografía
Newark se encuentra ubicado en las coordenadas 38°16′5″N 75°17′20″O / 38.26806, -75.28889. Según la Oficina del Censo de los Estados Unidos, Newark tiene una superficie total de 24.66 km², de la cual 24.62 km² corresponden a tierra firme y (0.17%) 0.04 km² es agua.

## Demografía
Según el censo de 2010, había 336 personas residiendo en Newark. La densidad de población era de 13,62 hab./km². De los 336 habitantes, Newark estaba compuesto por el 83.63% blancos, el 14.88% eran afroamericanos, el 0% eran amerindios, el 0% eran asiáticos, el 0% eran isleños del Pacífico, el 0% eran de otras razas y el 1.49% pertenecían a dos o más razas. Del total de la población el 0.3% eran hispanos o latinos de cualquier raza.